# امریک ووگل
امریک ووگل (انگلیسی: Emerich Vogl؛ ۱۲ اوت ۱۹۰۵ – ۲۹ اکتبر ۱۹۷۱) یک بازیکن فوتبال اهل رومانی بود.
وی همچنین در تیم ملی فوتبال رومانی بازی کرده‌است.